# Andrzej Seweryn (cestista)
Andrzej Wojciech Seweryn (Cracovia, 27 novembre 1948) è un ex cestista polacco.

## Carriera
Con la Polonia ha disputato i Giochi olimpici di Monaco 1972 e cinque edizioni dei Campionati europei (1969, 1971, 1973, 1975, 1979).

## Palmarès

### Squadra
- Campionato polacco: 2

Wisła Cracovia: 1973-74, 1975-76

### Individuale
- Polska Liga Koszykówki MVP: 2

Wisła Cracovia: 1972-73, 1973-74